# Дача Долгорукова (станция)
Да́ча Долгорукова — железнодорожная станция в Санкт-Петербурге. Расположена в Красногвардейском районе по адресу Заневский проспект, 73 у станции метро «Ладожская».
Была построена как грузовая станция в 1913 году. В 2003 году у станции появился современный пассажирский терминал Ладожский вокзал.

## История
Разъезд Яблоновка был открыт в 1913 году в составе Финляндской соединительной линии, призванной связать между собой Финляндский вокзал с Путиловской линией и всей остальной левобережной частью Петербургского железнодорожного узла. В 1913—1914 годах при разъезде был построен вокзал в стиле модерн. Тогда же от станции была проложена временная ветка до станции Охта, сооружавшейся как головная станция железной дороги на Расули. Поскольку на главном ходу Октябрьской железной дороги существовала станция с таким же названием, разъезд был переименован в станцию Дача Долгорукова, в честь находившихся здесь ранее земель сподвижника Петра I Якова Долгорукова.

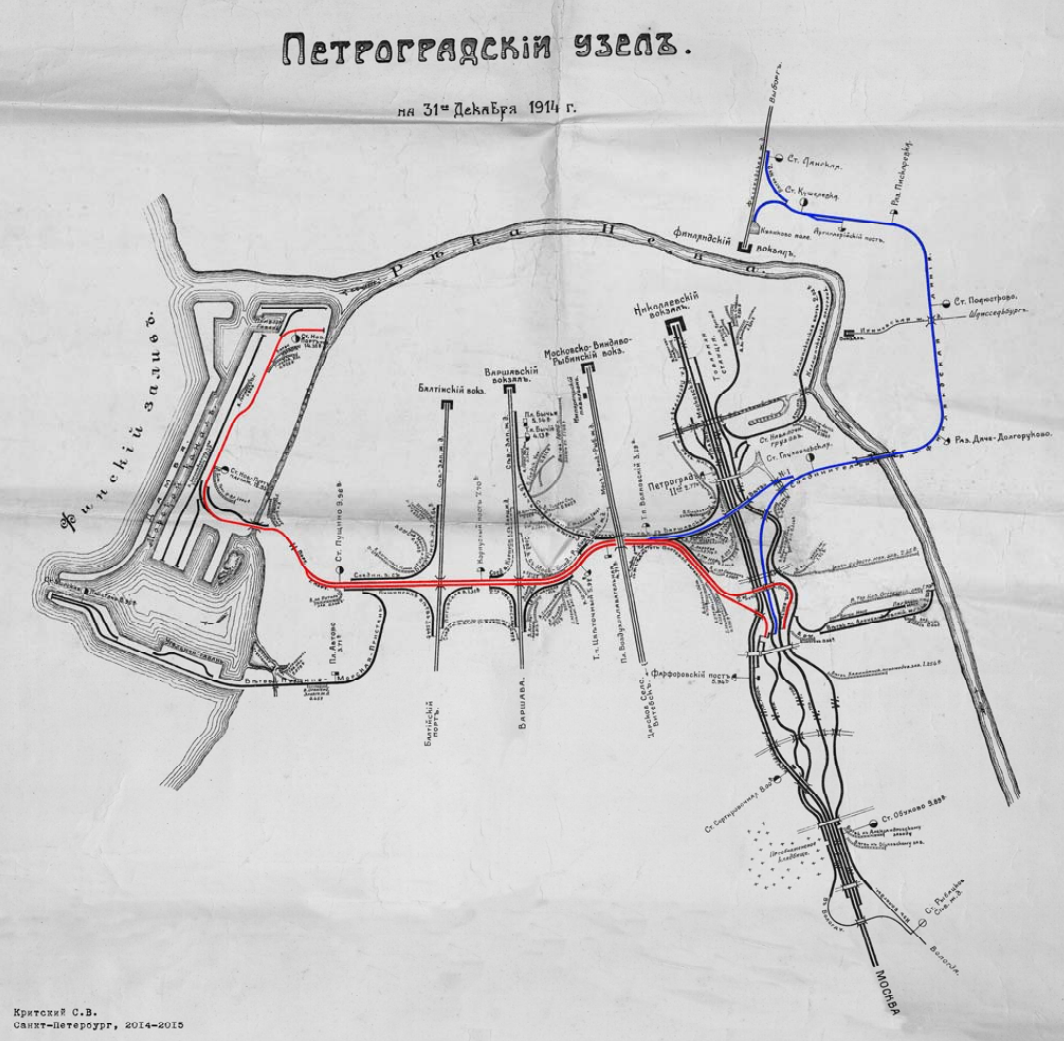
Схема Петроградского железнодорожного узла в 1914 году, синим обозначена Финляндская соединительная линия

В 1973 году Ленгипротрансом был разработан проект нового вокзала под названием Ленинград-Ладожский, расположенного на правом берегу Невы. Подобные проекты существовали и ранее, но впервые предполагалась постройка не тупикового, а проходного вокзала, способного разгрузить Московский и Финляндский вокзалы, работавшие на пределе своих возможностей. Предполагавшаяся ранее для постройки тупикового вокзала станция Охта не подходила для нового проекта и его было предложено реализовать на основе станции Дача Долгорукова. Предполагалось помимо вокзала и парка перронных путей с пассажирскими платформами построить на Даче Долгорукова вагонное депо с вагономоечным цехом и техническими вагонными парками, комплекс служебно-технических зданий, прижелезнодорожный почтамт и багажные платформы. Проект был утверждён Министерством путей сообщения в 1975 году, но дальше строительство не пошло — проект оказался слишком дорогим; вместо постройки нового вокзала были построены пересадочные узлы со станциями метро Комсомольская, Удельная, Обухово и Рыбацкое, позволившие частично разгрузить Московский и Финляндский вокзалы от пригородного движения, а также ремонтно-экипировочное вагонное депо на станции Ленинград-Товарный-Московский.
На 1981 год по станции выполнялись приём и выдача грузов на подъездных путях, а также повагонными отправками в местах общего пользования, для чего на станции имелись погрузочные устройства грузоподъёмностью до 10 т. Производилась продажа билетов на пригородные поезда без проведения багажных операций. В 1986 году станция Охта была упразднена и сделана парком станции Дача Долгорукова.

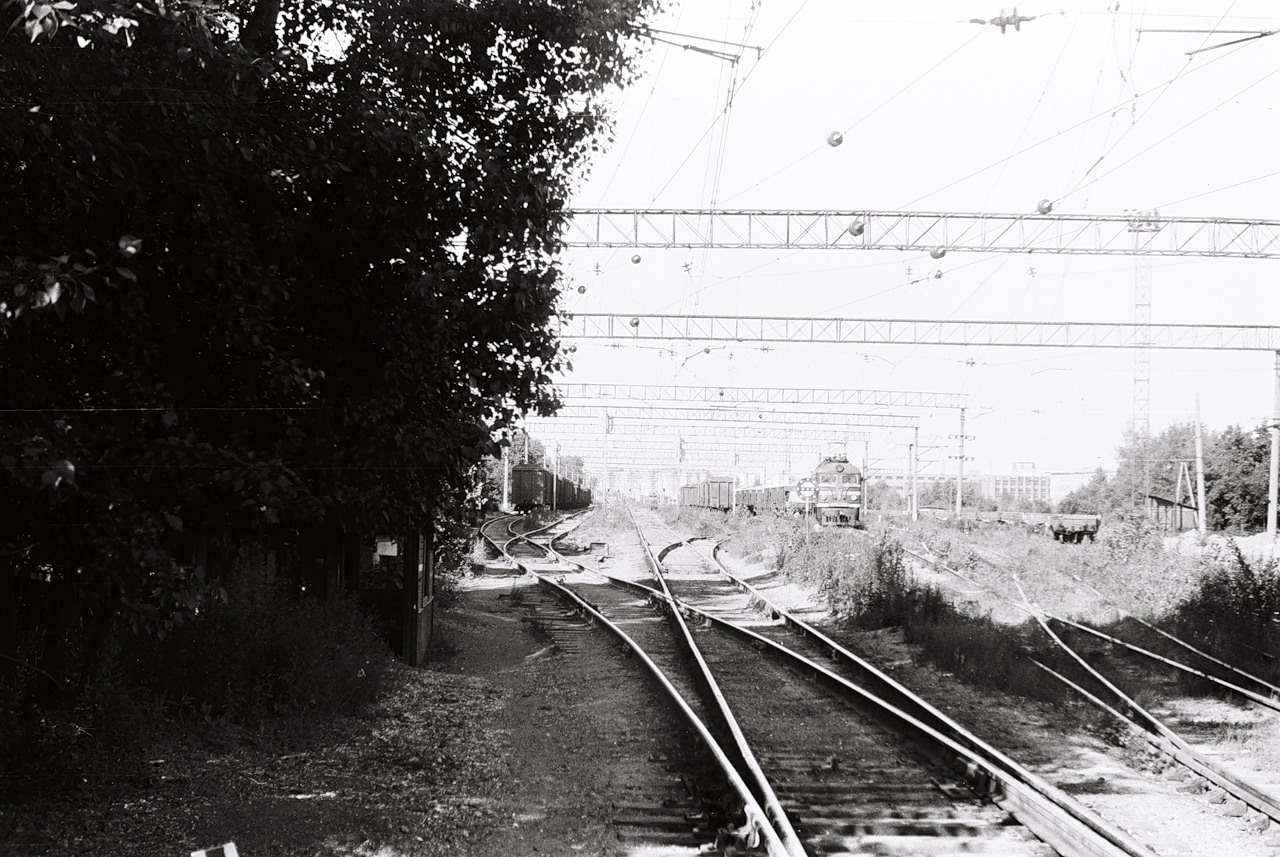
Станция Дача Долгорукова, вид с западной горловины в июле 1987 года

В 2001—2003 годах при станции в рамках первой очереди сооружения нового пассажирского узла Санкт-Петербург-Ладожский был построен Ладожский вокзал по проекту Никиты Явейна. Стоимость полной реализации проекта оценивалась в 23,9 миллиарда рублей в ценах 2001 года, поэтому полностью реализован не был. На 2015 год большинство пассажирских составов отправлявшихся с вокзала, по прежнему обслуживались в вагонном депо на станции Санкт-Петербург-Московский-Товарный.

Карта железнодорожных линий вокруг Ладожского вокзала

16 октября 2017 года здание железнодорожной станции Дача Долгорукова распоряжением КГИОП Санкт-Петербурга № 472-р включено в единый государственный реестр в качестве объекта культурного наследия регионального значения.

## Описание
Станция Дача Долгорукова расположена на границе Яблоновки и Дачи Долгорукова в Красногвардейском районе Санкт-Петербургаи входит в состав Санкт-Петербургского железнодорожного узла. Станция имеет 9 путей и 4 высоких платформы, входящих в комплекс Ладожского вокзала.
На станции действует дистанция пути ПЧМ «Санкт-Петербург» (бывшая «Дача Долгорукова»).